# الطفولة (مجلة أبحاث الطفل العالمية)
الطفولة (بالإنجليزية: Childhood: Journal of global child research)‏ هي مجلة تحمل العنوان الفرعي مجلة أبحاث الطفل العالمية، وهي مجلة أكاديمية فصلية محكمة تنشر أبحاثًا في مجال دراسات الطفولة. تأسست في عام 1993 وتنشرها سيج للنشر نيابة عن المركز النرويجي لأبحاث الطفل [الإنجليزية]. ورؤساء تحرير المجلة هم لينا ألانين (جامعة يوفاسكولا)، ودانييل توماس كوك (جامعة روتجرز)، وفيرجينيا مورو (جامعة أكسفورد)، وأولغا نيووينهويز (جامعة أمستردام). تنشر مقالات بحثية نظرية وتجريبية، ومراجعات، وتعليقات على العلاقات الاجتماعية للأطفال وثقافتهم، مع التركيز على حقوقهم ومكانتهم في المجتمع.

## المستخلصات والفهرسة
لخصت مجلة الطفولة وفهرست في: المحتويات الحالية، مؤشر العلوم الإنسانية البريطانية، سكوبس، مؤشر التعليم البريطاني، ومؤشر الاستشهادات في العلوم الاجتماعية [الإنجليزية]. وفقًا لتقارير الاستشهاد بالمجلات الأكاديمية، فإن عامل التأثير لعام 2010 هو 1.061، مما يجعلها في المرتبة 20 من أصل 83 مجلة في فئة "العلوم الاجتماعية، متعددة التخصصات".

## روابط خارجية
- الموقع الرسمي